# Kraftwerk Turbigo
Das Kraftwerk Turbigo (italienisch Centrale termoelettrica di Turbigo) ist ein GuD-Kraftwerk in der Gemeinde Turbigo, Metropolitanstadt Mailand, Region Lombardei, Italien, das am Naviglio Grande liegt. Es ist im Besitz von Iren und wird auch von Iren betrieben.
Der Eigentümer Iren gibt für die installierte Leistung des Kraftwerks 1285 MW an (Stand August 2023). Weitere Angaben zur maximalen Leistung des Kraftwerks sind: 1280 1334 oder 1730 MW.

## Kraftwerksblöcke
Das Kraftwerk besteht mit Stand 2023 aus zwei Blöcken, die in Betrieb sind. Die folgende Tabelle gibt einen Überblick:
| Block | GT/DT | Max. Leistung (MW) | Betriebsbeginn | Turbine | Generator | Dampfkessel | Status                                          |
| ----- | ----- | ------------------ | -------------- | ------- | --------- | ----------- | ----------------------------------------------- |
| 1     | DT    | 250                | 1967           |         |           |             | Stillgelegt 2003 bzw. 2012                      |
| TL400 | GT    | 264                | August 2022    | Ansaldo | Ansaldo   |             |                                                 |
| TL400 | DT    | 320                | 1970           |         |           |             | Stillgelegt 2003 bzw. 2012; danach reaktiviert. |
| 3     | DT    | 330                | 1970           |         |           |             | Stillgelegt 2013                                |
| TL800 | GT    | 264                | 2008           | Siemens | Siemens   |             |                                                 |
| TL800 | GT    | 264                | 2008           | Siemens | Siemens   |             |                                                 |
| TL800 | DT    | 330                | 1970           | Siemens | Siemens   |             | Stillgelegt; danach reaktiviert                 |
| 5     | GT    | 600 (4 × 125)      |                |         |           |             | Stillgelegt 2006                                |

Die vier Dampfturbinen wurden ursprünglich mit Öl befeuert und zu einem späteren Zeitpunkt auf die Befeuerung mit Erdgas umgestellt.

### Block TL400
Der Block TL400 besteht aus einer Gasturbine sowie einer nachgeschalteten Dampfturbine; er ging im August 2022 in Betrieb. An die Gasturbine ist ein Abhitzedampferzeuger angeschlossen, der die Dampfturbine versorgt. Die Gasturbine vom Typ AE94.3A wurde von Ansaldo geliefert. Die bereits stillgelegte Dampfturbine TL3 wurde während der Erweiterung reaktiviert und durch die Gasturbine zu einer GuD-Anlage umgebaut.
Als maximale Leistung des Blocks werden 430 MW angegeben; für die Leistung der Gasturbine werden 264 MW und für die Leistung der Dampfturbine 320 MW angegeben.

### Block TL800
Der Block TL800 besteht aus zwei Gasturbinen sowie einer nachgeschalteten Dampfturbine; er ging 2008 in Betrieb. An die Gasturbinen ist jeweils ein Abhitzedampferzeuger angeschlossen; die Abhitzedampferzeuger versorgen dann die Dampfturbine. Die beiden Gasturbinen vom Typ SGT5-4000F wurden von Siemens geliefert. Laut einigen Quellen wurde die bereits stillgelegte Dampfturbine Nr. 4 reaktiviert; laut anderen Quellen wurde die Dampfturbine vom Typ SST5-3000 von Siemens geliefert.
Als maximale Leistung des Blocks werden 800 (bzw. 850 855 858 oder 904) MW angegeben; für die Leistung der beiden Gasturbinen werden 264 (bzw. 287) MW und für die Leistung der Dampfturbine 330 MW angegeben. Die Jahreserzeugung schwankt: sie lag im Jahr 2022 bei 943 Mio. kWh und 2020 bei 2,706 Mrd. kWh.

## Sonstiges
Der Auftragswert für die Errichtung von Block 2 des Kraftwerks wird mit 180 Mio. EUR angegeben.